# Пансіон Вєрненської чоловічої гімназії
Пансіон Вєрненської чоловічої гімназії — будівля в Алмати, побудована в 1907 для Вєрненського пансіону при Вєрненській чоловічій гімназії архітектором П. В. Гурде.

## Історія
У 1877 році при гімназії було засновано Вєрненський пансіон. Із 1879 року військовий губернатор Семиріччя призначений почесним піклувальником гімназій із пансіоном.
Будівлю пансіону було зведено в 1907 році на території чоловічої та жіночої гімназій.
На початку XX століття в пансіоні на казеннокоштному вихованні перебувало 42 хлопчики (20 — місцевих національностей, 22 — російської).
У будівлі пансіону в 1919 р. розміщується Вєрненський міський комітет Російського Комуністичного Союзу Молоді Туркестану.
Пізніше в будівлі було розміщено Семиріченську обласну публічну бібліотеку та обласний архів. Із 1930 року бібліотеку названо ім'ям 10-річчя Казахської АРСР. Із 1951 року — республіканська державна бібліотека імені О. С. Пушкіна).
У 1952 році будується нова будівля бібліотеки (архітектор В. Бірюков) та будова Вєрненського пансіону стає допоміжною.
Після розміщення бібліотеки імені Пушкіна в новій будівлі в 1971 році, у комплекс будівель Вєрненського пансіону в'їжджає у Державна Республіканська дитяча бібліотека імені С. Бегаліна.
У 2012 році було проведено масштабну реконструкцію будівлі.

## Архітектура
Будівля є дерев'яною з тянь-шанської ялини, одноповерховою будівлею з цокольним приміщенням, прямокутною в плані, з бічними ризалітами на південному і східному фасадах. Місця сполучення колод декоровані каннельованими лопатками. У центрі головного фасаду на високому кам'яному ґанку на рівні бічних об'ємів розташований вхід до будівлі, завершений трикутним фронтоном. Вікна напівциркульної форми із замковим каменем, обведені тягами. В інтер'єрах збереглася ліпнина у вигляді пасків і стельових тяг. Будівля оштукатурена, побілена.

## Відомі вихованці
- Т. Бокін — учасник національно-визвольного повстання 1916 року в Семиріччі.
- Ж. Барибаєв — Член ЦК Компартії Туркестану, делегат XIV з'їзду комуністичної партії.
- У. Жандосов — Народний комісар освіти Казахської РСР.
- А. Розибакіїв — Заступник завідувача відділу друку та видавництв ЦК КП(б) Казахстану.

## Статус пам'ятки
4 квітня 1979 року було ухвалено Рішення виконавчого комітету Алма-Атинської міської Ради народних депутатів № 139 «Про затвердження списку пам'яток історії та культури міста Алма-Ати», у якому було зазначено будівлю пансіону Вєрненської чоловічої гімназії. Рішенням передбачалося оформити охоронне зобов'язання та розробити проекти реставрації пам'яток.
26 січня 1982 року будинок було включено до списку пам'яток історії та культури республіканського значення Казахської РСР.
25 листопада 1993 року став частиною Алматинського державного історико-архітектурного та меморіального заповідника. На території заповідника заборонене нове будівництво. Реконструкція об'єктів можлива виключно з дозволу Міністерства культури Казахстану.